# 泉佳奈
泉 佳奈（いずみ かな、1992年9月17日 - ）、日本の女優、声優、歌手。
身長164cm。M.T.プロジェクトを経て、2022年からテアトル・エコー放送映画部に所属。

## 来歴
捜真小学校、捜真女学校中学部・高等学部を経て、2015年3月、洗足学園音楽大学ミュージカルコース卒業。
幼少期は学校、ピアノ教室で習ったゴスペルソングを、口ずさむほうが好きな少女であった。
中学・高校のクラス対抗の合唱コンクールは「いつも全力投球」で高校2年生の時のコンクールは、谷川俊太郎の歌詞『信じる』で臨み、まとめ役で奔走していた。朝練に出るように呼び掛けて、優勝を目指していた。しかし高校3年生のクラスに栄誉され、このことは「手応えも十分だったから、悔しくて悔しくて……」と振り返っていたという。
高校2年生の夏、宝塚歌劇団の『エリザベート -愛と死の輪舞-』を見て「私にも歌がある。舞台に立ってみたい」と目標が定まり、ライブCDを電車通学の時間、入浴中も繰り返し聞いて口ずさみ、そらで再現できるようになった。高校3年生から音楽大学の進学の準備も始めて入試の実技でもこの劇中歌を熱唱して、同学園音楽大学ミュージカルコースに合格したという。
大学在学中から主要キャストを多数務め、卒業後はミュージカルや音楽劇等の舞台、ライヴや吹き替え、歌を中心に活動している。

## 人物
音域はF - HiD。
趣味は散歩、動物と戯れること。

## 出演作品

### 吹き替え

#### 映画
- ホーンテッドマンション（2023年[7]）
- ウィキッド ふたりの魔女（2025年、オオカミ医師[8]）

#### ドラマ
- ワンダヴィジョン（2021年、OPテーマ）

#### アニメ
- バービー ドリームハウスアドベンチャー（2018年）
- アナと雪の女王2（2019年、コーラス）
- トッツ とべ! あかちゃん おとどけたい（2019年）
- ビーボ（2021年、サラ）
- マイリトルポニー: 新しい世界（2021年、コーラスたち）
- スポンジ・ボブ（2025年、プール）

#### 舞台
- アラジン〜ササン王国の不思議なランプ〜（ライラ）

### テレビ番組
- NHK歌謡コンサート（舟木一夫影コーラス、和田アキ子バックコーラス）
- 第62回NHK紅白歌合戦（松任谷由実バックコーラス、夏川りみ&秋川雅史バックコーラス）
- 第64回NHK紅白歌合戦（Linked Horizonバックコーラス）

### ライブ
- オペラ「石見銀山」東京公演 合唱
- MusicalViking シリーズ
- J・A・シーザー音楽会 螽斯歌 コーラス
- 泉佳奈Solo LIVE
- Company Musical Concert シリーズ

### 舞台
- 洗足学園音楽大学ミュージカルコース学内選抜公演
  - モダン・ミリー（ミス・ドロシー）
  - FAME（セレナ）
  - CHICAGO（ロキシー）
  - Into the woods（シンデレラ、ラプンツェル）
  - Company（ジェニー）
- 富山オーバード・ホール名作ミュージカルシリーズ第五弾「SHOW BOAT」（黒人アンサンブル）
- ステージパートナーズ主催「Musical PUB」vol.3、vol.4（シンガー出演）
- TBS主催音楽劇「No.9 - 不滅の旋律- （合唱・アンサンブル）
- 香川Newレオマワールド内イルミネーション点灯式（シンガー）
- 龍平カンパニー音楽劇「君よ生きて」（アンサンブル）
- 演劇実験室◉万有引力 
  - 説経節オペラ「身毒丸」（バンド・コーラス）
  - レミング-壁抜け男-（少女）
  - Q（少女の仮面）
  - 赤糸で縫い閉じられた物語（茉莉）
- ヒラオカンパニー「ロミオとジュリエットと」（ジュリエット）
- 明日にかける橋「普通の女・セレクション2017」「普通の女・ミュージカル2018」

## CD
- J・A・シーザー
  - 光来復活した大歌劇 身毒丸
  - 異郷巡禮歌/ディスクユニオン
  - 赤糸で縫いとじられた物語
  - 少女錬金術師 卵・バラモノガタリ